# Mikrocefalija
Mikrocefalíja ali drobnoglávost pomeni v medicini nenormalno majhnost glave, ki nastane najpogosteje zaradi motenega razvoja možganov in je pogosto povezana z umsko manjzmožnostjo. Lahko je primarna ali sekundarna. Pri primarni mikrocefaliji vzrok ni prepoznan in se običajno pojavlja v določenih družinah pri več članih, sekundarno mikrocefalijo pa povzroči zavrt razvoj možganov zaradi kromosomske anomalije, kot je downov sindrom, okužbe zarodka med nosečnostjo, na primer z virusom rdečk, zaradi presnovnih motenj, pomanjkanja kisika v možganih pred rojstvom ali po njem, ali pri izpostavljenosti zarodka teratogenim snovem, na primer alkoholu. Drobnoglavost pogosto povzroči tudi zavrt motorični razvoj, lahko pa jo spremljajo tudi božjastni napadi.
Drobnoglavost, prisotna že ob rojstvu, je praviloma povezana s stalno okvaro, če se pa razvija postnatalno, pa običajno predstavlja napredujočo nevrodegenerativno bolezen.
Enotna merila za postavitev diagnoze ne obstajajo; običajno merilo je obseg glave, manjši za vsaj dvakratno vrednost standardnega odklona povprečne vrednosti za določeno starost in spol.

## Vzroki
Mikrocefalijo lahko povzročijo različni genetski ali okolijski dejavniki:
- genetske motnje, kot so bolezen mačjega joka, downov sindrom, Rubinstein-Taybijev sindrom;[8]
- okužbe med nosečnostjo, na primer s citomegalovirusom, virusom rdečk  ali toksoplazmo;[3][9]
- izpostavljenost zarodka teratogenim snovem, na primer alkoholu, kokainu ali nekaterim antiepileptičnim zdravilom;[3][10][9]
- premajhna oskrba zarodka s kisikom ali hranili.[11]

## Znaki in simptomi
Poleg že navidez majhnega premera glave drobnoglavost pri otroku spremljajo še cvileč jok, neješčnost, krči, spastičnost okončin, hiperaktivnost, zastoj v razvoju (na primer pri govoru in gibanju), težave s koordinacijo in ravnotežjem  in duševna manjrazvitost. Rast obraznih struktur je normalna, razvoj lobanje pa še naprej zaostaja, zaradi česar nastane nesorazmerno velik obraz z neizrazitim čelom in majhno, pogosto nagubano lobanjo.